# Средне-Воскресенское
Средне-Воскресенское — село в Острогожском районе Воронежской области.
Входит в состав Криниченского сельского поселения.
| 1859 | 2000 | 2005 | 2010 |
| ---- | ---- | ---- | ---- |
| 337  | ↘82  | ↘69  | ↗72  |

## География

### Улицы
- ул. Героев Стратосферы
- ул. Дачная
- ул. Железнодорожников
- ул. Криниченская
- ул. МОПРА
- ул. Низовая
- ул. Речная
- пер. Рабочий